# 日本における市外局番の変更
日本における市外局番の変更（にほんにおけるしがいきょくばんのへんこう）では、日本の市外局番の変更に付いて記述する。

## 現状
平成の大合併による、単位料金区域の変更に伴う市外局番の統一による電話番号の変更が実施されている。
2007年2月25日の小田原MA（箱根地区）の番号変更(市外局番1桁増)を最後に、電話番号逼迫対策による番号変更は行われていない。これは、2007年2月1日の直収電話・0AB-J番号のIP電話の番号ポータビリティの2重番号解消、都市部での無線呼び出し番号の再利用、携帯電話・PHSなどの移動体通信、050番号のIP電話への置き換え、日本国内の人口減少での固定電話の減少、などで対処したためである。

## 概要

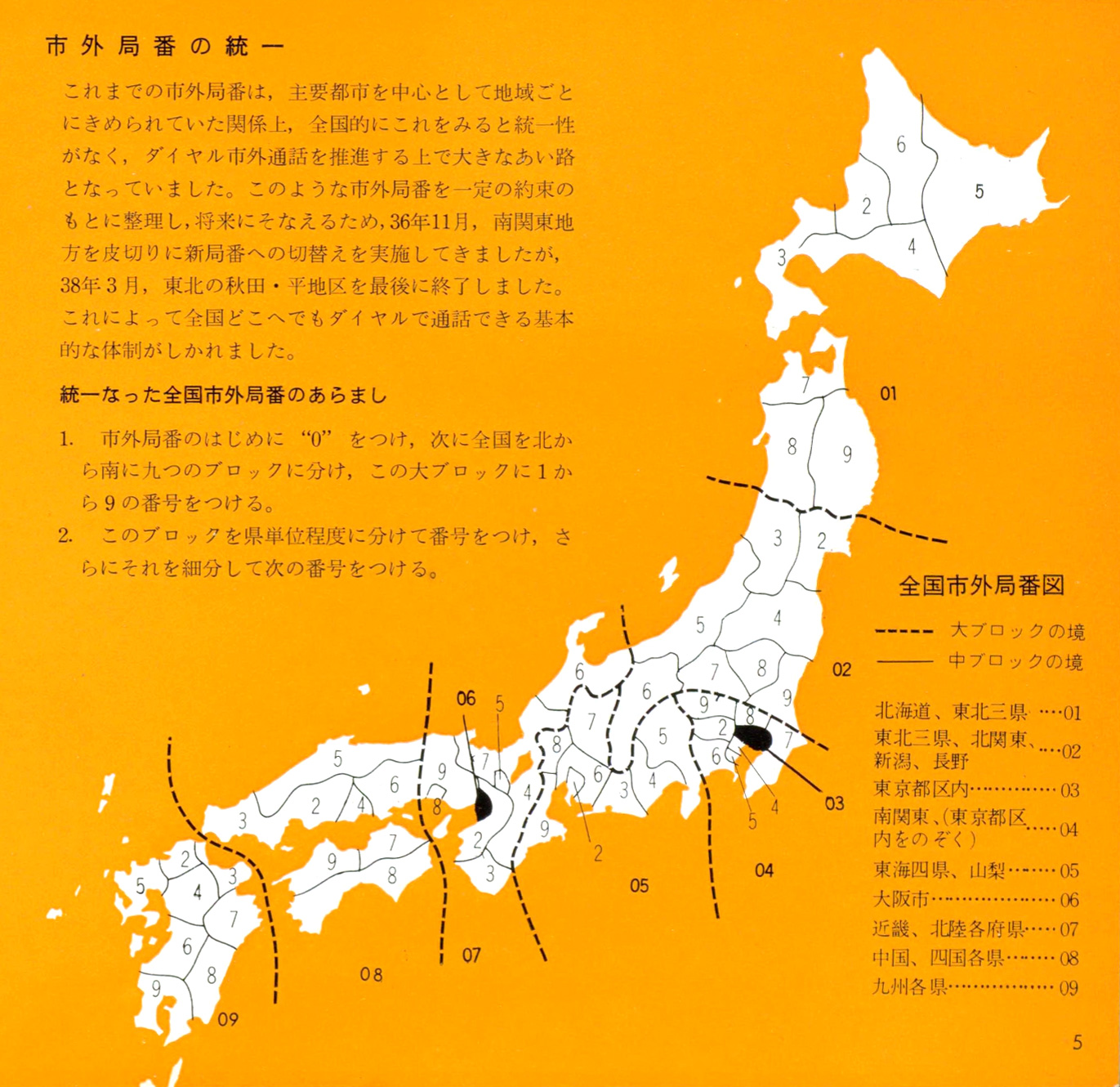
全国市外局番図（1963年）

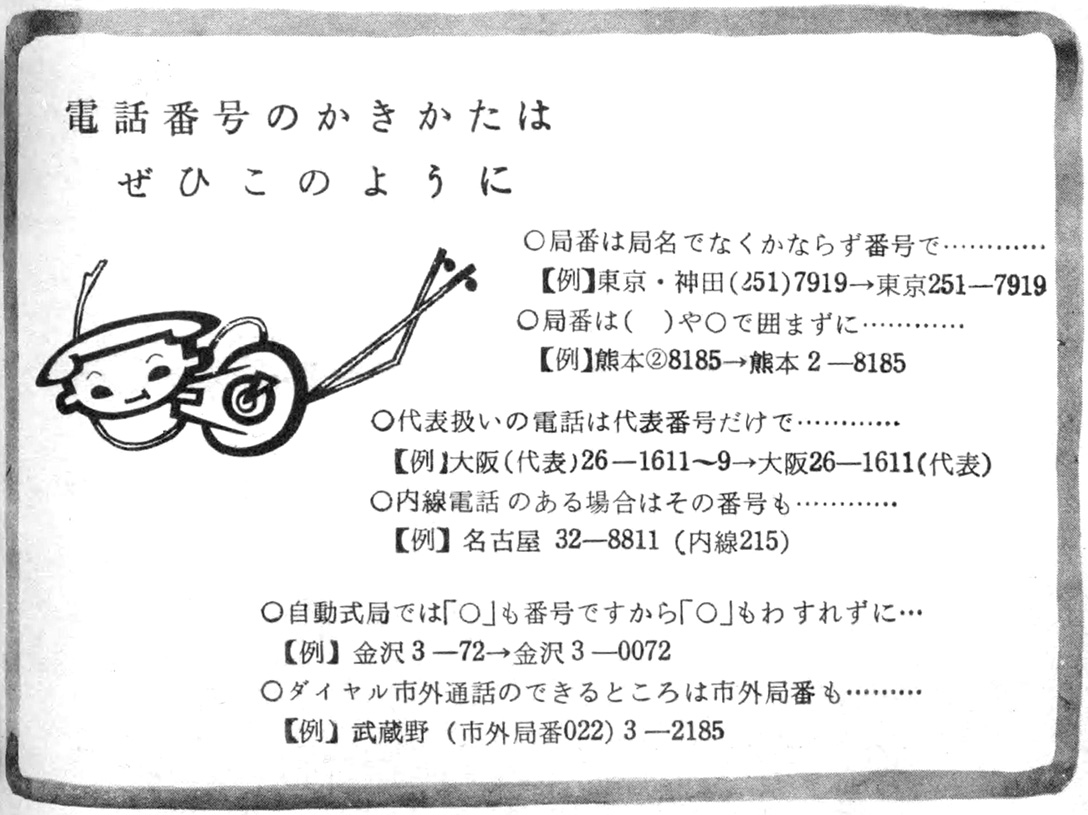
誌面広告にて電話番号の書き方統一の呼び掛け（1961年）

1961年（昭和36年）に、日本電信電話公社の単位料金区域と電話加入区域とを基本として、全国ダイヤル即時自動化のための番号区画とそれに対応した市外局番が制定された。ただし一部地域ではこの番号区画に基づいて電話交換を呼び出す市外局番も存在したが、順次なくなっていった。
また、以下の記述では先頭に付く国内開放番号の0を含めて市外局番の桁数とする。
1983年（昭和58年）6月21日に静止衛星利用で自動化された東京都小笠原諸島 (04998) を除き、1979年3月13日に収容局の自動化は完了。また、5 - 6桁市外局番で末尾が「0」や「1」というのもあったが、こちらは後年に3 - 4桁化された。
市外局番が、手動式のころと自動式になってからで変わった地域も町村部を中心に存在した。特に北海道、新潟県、岐阜県、三重県、奈良県、和歌山県、京都府、兵庫県、徳島県、高知県、宮崎県などの町村部に存在していた「7桁市外局番」は自動式化の際、5 - 6桁に変更されたことにより、1979年2月までに消滅した。
1970年代までは市外局番が7桁あったり（7桁市外局番はすべて「手動式」だった。また、1970年代までの5・6桁市外局番には手動式と自動式の両方が存在していた）、2006年（平成18年）2月までは6桁で市内局番が全くなく、市内通話は加入者番号の下4桁のみをダイヤルする地域もあったが、2006年（平成18年）3月1日に、最後まで市外局番6桁だった北海道滝上町が同じMAである紋別市と市外局番を統一し、同町にも初めて市内局番が付けられ、これで全国すべてで市内局番が付く様になり、6桁の市外局番が消滅した。更に東北、北陸・甲信越、四国地方の場合は5桁市外局番も消滅しており、すべて3 - 4桁市外局番になっている。
他にも横浜市港北区日吉地区に9桁番号があったが、1990年（平成2年）10月1日のMA（Message Area : 単位料金区域）変更と同時に10桁とされたという例がある（港北区を参照）。
電話番号の枯渇により、1991年（平成3年）1月1日に東京23区の03地域、1999年（平成11年）1月1日に大阪市（兵庫県尼崎市を含む）の06地域の、9桁電話番号がそれまでの市内局番先頭に番号（東京は3、大阪は6）を付加し、他の地域と同じ10桁となった。なお、それ以前から、東京の03地域は5から、大阪の06地域は4または7からはじまる10桁の電話番号体系だった番号もある。東京の03地域の6から始まる市内局番は2000年代に入ってから使用され始めた。
2007年（平成19年）2月25日には、最後まで電話番号が9桁だった神奈川県小田原MAの箱根町区域（市外局番0460）が10桁となったことにより9桁の電話番号が消滅し、固定電話（IP電話等を除く）の電話番号は10桁に統一された。
1980年代以降、ダイヤルイン・無線呼び出し=ポケベル・新電電参入などの新規電話番号需要があった。そのため、岡山県赤磐市や埼玉県所沢市の様に、5・6年足らずで2回も変更されたところもあった。
一方、市外局番の重複に伴う識別のため、天気予報 (177番) だけ市外局番の逆戻しを行うケースがある。
- 山梨県甲府MAの市外局番は055だが、後に同一市外局番となった静岡県沼津MAとの識別のため、天気予報の番号055-177のみ→0552-177へと逆戻しが行われた。なお、055-177では静岡県東部の天気予報番号 (0559-177) の案内も行っている。
- 北海道千歳MAの市外局番は0123だが、後に同一市外局番となった夕張MA及び栗山MAとの識別のため、新たに割り当てられた市内局番60～69[4]より、61局を使用して01236-177と変更された。夕張MA及び栗山MAの天気予報は市外局番変更前の0123D-177（Dコード5 : 夕張MA、7 : 栗山MA（栗山町）、8 : 同（長沼町及び由仁町））である。

## 県庁所在地で市外局番が4桁の地域
（2015年現在）
★印の番号は郊外の一部地域（いずれも平成の大合併に伴うもの、周辺市町村も含まれる）
- 0776 - 福井市
- 0742・0743★（奈良MA） - 奈良市
- 0857（鳥取MA、市内局番は20 - 89）・0858★（郡家MA、市内局番は70 - 89） - 鳥取市
- 0852 - 松江市
- 0952 - 佐賀市
- 0985 - 宮崎市

また、大部分では市外局番が3桁の地域でも以下の地域のような例外もある。
- 0172★（弘前MA） - 青森市浪岡地区
- 0250★（新津MA） - 新潟市秋葉区
- 0256★（巻MA、市内局番は70 - 99） - 新潟市西蒲区
- 0771（亀岡MA、市内局番は20 - 59） - 京都市右京区宕陰地区
- 0771★（園部MA、市内局番は60 - 89） - 京都市右京区京北室谷町
- 0797（西宮MA） - 神戸市北区生野高原住宅
- 0829★（廿日市MA、市内局番は20・30 - 40・44 - 59・70 - 89） - 広島市佐伯区湯来地区
- 0835★（防府MA） - 山口市徳地
- 0836★（宇部MA、市内局番は20 - 99） - 山口市阿知須
- 0885（小松島MA） - 徳島市大原町小神子、小神子山 - 2006年3月までは市外局番5桁（08853）であった。
- 0959★（大瀬戸MA、市内局番は20 - 39・90 - 99） - 長崎市外海地区
- 0964★（松橋MA） - 熊本市南区城南地区

なお、かつては県庁所在地中心部でも市外局番が5桁の地域もあったが、1981年の山口市（08392-E→0839-DE）を最後に消滅した。

## 現存する5桁市外局番
（2022年3月1日現在）
★の番号は、アナログ通話の場合はNTTの離島に関する通話料金の特例（離島特例）適用地域である。
- 北海道
  - 01267 - 岩見沢MAの一部[5]（岩見沢市宝水町、三笠市）
  - 01372 - 鹿部MA（茅部郡鹿部町）
  - 01374 - 森MA（茅部郡森町）
  - 01377 - 八雲MAの一部[6]（山越郡長万部町）
  - 01392 - 木古内MA（上磯郡木古内町・知内町）
  - 01397★ - 奥尻MA（奥尻郡奥尻町）
  - 01398 - 熊石MA（久遠郡せたな町大成区[7]、二海郡八雲町熊石地区[8]）
  - 01456・01457 - 門別富川MA（沙流郡日高町・平取町、新冠郡新冠町里平地区[9]）
  - 01466 - えりもMA（幌泉郡えりも町）
  - 01547 - 白糠MA（釧路市音別町[10]、白糠郡白糠町）
  - 01558 - 広尾MA（中川郡幕別町忠類地区[11]、広尾郡広尾町・大樹町）
  - 01564 - 上士幌MA（河東郡上士幌町・士幌町）
  - 01586・01587 - 中湧別MA（紋別郡湧別町、常呂郡佐呂間町）
  - 01632 - 天塩MA（天塩郡遠別町・天塩町・幌延町）
  - 01634・01635 - 浜頓別MA（枝幸郡中頓別町・浜頓別町、宗谷郡猿払村、稚内市東浦地区[12]）
  - 01648★ - 焼尻MA（苫前郡羽幌町天売島・焼尻島[13]）
  - 01654・01655 - 名寄MA（名寄市、上川郡下川町）
  - 01656 - 美深MA（中川郡音威子府村・中川町・美深町）
  - 01658 - 上川MA（上川郡愛別町・上川町）
- 東北
  - 現在なし
- 信越
  - 現在なし
- 関東・東京 - いずれも東京都の島嶼地域。
  - 04992★ - 伊豆大島MA（大島支庁）
  - 04994★ - 三宅MA（三宅支庁）
  - 04996★ - 八丈島MA（八丈支庁）
  - 04998★ - 小笠原MA（小笠原支庁）
- 北陸
  - 現在なし
- 東海
  - 05769 - 荘川MA（岐阜県高山市荘川地区[14]、大野郡白川村）
  - 05979 - 熊野MAの一部[15]（市内局番が2 - 6・9、三重県南牟婁郡御浜町）
- 近畿
  - 07468 - 上北山MA（奈良県吉野郡上北山村・下北山村）
- 中国
  - 08387・08388 - 田万川MA（山口県萩市田万川・むつみ・須佐地区[16]、阿武郡阿武町）
  - 08396 - 山口MAの一部[17]（市内局番が2・4・5・7 - 9、山口県美祢市美東地区[18]）
  - 08477 - 東城MAの一部[19]（広島県庄原市東城地区[20]）
  - 08512★ - 西郷MA（島根県隠岐郡隠岐の島町）[21]
  - 08514★ - 海士MA（島根県隠岐郡海士町・知夫村・西ノ島町)[22]
- 四国
  - 現在なし
- 九州・沖縄
  - 09802★ - 南大東MA（沖縄県島尻郡北大東村・南大東村）
  - 09912★ - 中之島MA（鹿児島県鹿児島郡十島村）
  - 09913★ - 硫黄島MA（鹿児島県鹿児島郡三島村）
  - 09969★ - 中甑MA（鹿児島県薩摩川内市甑島地区[23]）

## 市外局番の変更方法
以下、10桁の電話番号を説明する際に、0ABCDEFGHJの並びで表記する形式を用いる。AからJまでは任意の数字が入る。I（アイ）は1（いち）と混同しやすいので使用しない。

### 桁ずらしによる変更
すでに10桁となっている、電話番号の市外局番の末尾を、単純に市内局番の先頭に付け替える方法。同一MAの市外局番を統一して同一MA内通話の利便性向上が図れると共に、市内局番の2桁目に特番発信番号として使えなかった「0」「1」を用いることが出来るようになることから電話番号逼迫対策としても多用される。一部地域では天気予報などのために使えない番号（末尾が1や、下2桁が17の局番が使えない）も残る。
1. 市外局番の2桁化
  - 0AB-CDE-FGHJ → 0A-BCDE-FGHJ
  - 0ABC-DE-FGHJ → 0A-BCDE-FGHJ
2. 市外局番の3桁化
  - 0ABC-DE-FGHJ → 0AB-CDE-FGHJ
  - 0ABCD-E-FGHJ → 0AB-CDE-FGHJ
  - 0ABCDE-FGHJ → 0AB-CDE-FGHJ
3. 市外局番の4桁化
  - 0ABCD-E-FGHJ → 0ABC-DE-FGHJ
  - 0ABCDE-FGHJ → 0ABC-DE-FGHJ
4. 市外局番の5桁化
  - 0ABCDE-FGHJ → 0ABCD-E-FGHJ
5. 7桁市外局番の解消
  - 0ABCDEF-GHJ → 0ABC -DE-FGHJ
  - 0ABCDEF-GHJ → 0ABCD -E-FGHJ
  - 0ABCDEF-GHJ → 0ABCDE-FGHJ

なお、桁ずらしの際に、番号の変更を伴うものが存在する。要因としては以下のようなものが挙げられる。
1. 市外局番の末尾が「0」や「1」の場合、そのままでは市内局番の頭が0や１になるため、他の番号に変更する。
  - 例:0ABⅽ-DE-FGHJ → 0AB-CDE-FGHJ（ⅽコード⁼0,1、Cコード≠0,1）
2. 複数の市外局番を持つMAが単一の市外局番に統合する場合
  - 例1:0ABC-DE-FGHJ、0AbC-DE-FGHJ → 0AB-CDE-FGHJ (Bコード≠b、0ABCと0AbCを0ABに統合)
  - 例2:0Ab0-CE-FGHJ → 0AB-CDE-FGHJ (0Ab0のエリアを同一MAである0ABの空き番号エリア（CDE）に編入)
3. 市外局番の変更と収容局の新規開設による市内局番の変更の場合
  - 例:0ABCd-e-FGHJ → 0ABC-DE-FGHJ（d・eコードは従来の局番、D・Eコードは新規開設された局番）

全国各地で行われており、個々の事例の詳細については事例数が膨大となるため割愛する。

### 桁の増加
桁の増加をおこなったもの。全部で10桁に満たない電話番号が10桁になるまで行われた。2007年に全国の局番の10桁化が完了したため、以後は行われていない。主に以下の方法で実施される。
市内局番1桁増
市外局番はそのままで、市内局番に数字を付加する変更。おもに3パターンある。
1. 市内局番の末尾に追加
  - 0AB-CD-FGHJ → 0AB-CDE-FGHJ
  - 0ABC-D-FGHJ → 0ABC-DE-FGHJ
  - 0ABCD-FGHJ → 0ABCD-E-FGHJ(市内局番のない地域に新たに増設する場合)

2. 市内局番の先頭に追加
  - 0A-CDE-FGHJ → 0A-BCDE-FGHJ
  - 0ABC-E-FGHJ　→ 0ABC-DE-FGHJ

3. 市内局番の1桁目と2桁目の間に追加
  - 0AB-CE-FGHJ　→0AB-CDE-FGHJ

市外局番1桁増
市内局番はそのまま、または市内局番なしで、市外局番に数字を付加する変更である。
- 0ABC-E-FGHJ　→　0ABCD-E-FGHJ
- 0AB-DE-FGHJ　→　0ABC-DE-FGHJ

加入者番号桁増
交換機自動化の際に、それまで5 - 7桁の市外局番と2 - 3桁の加入者番号だったものを、合計10桁にするために行われた変更にともない、市外局番が変更になったもの。7桁の市外局番については、番号が変更されずに単純な桁ずらしが行われた場合と番号が変更された場合とがある。
- 0ABCDEF-HJ → 0ABCDE-FGHJ
- 0ABCD-GHJ → 0ABCDE-FGHJ
- 0ABCDEF-HJ → 0ABCDE-FGHJ

個々の事例の詳細についてはいずれも事例数が膨大となるため割愛する。

### 単純な変更
1. 隣接するMAが同一市外局番の場合、該当する地域の市内局番が別のMAに変更する場合、電話番号そのものに変更がなかった。
  - 例:栃木県那須郡湯津上村が2007年に大田原市に編入の際、該当する市内局番のみが烏山MAから大田原MAに変更したが、電話番号に変更はなかった。
2. 市町村合併の際、同じ市外局番の複数のMAが統合する場合、電話番号そのものに変更はなかった。
  - 例:新潟県佐渡島内の市町村が2004年に合併して佐渡市となり、翌年に島内の２つのMAが統合し佐渡MAに変更したが、電話番号に変更はなかった。
3. 市町村合併の際、市外局番・市内局番の桁数に変更はないが別の市外局番・市内局番に変更する場合。
  - 例:愛知県東加茂郡下山村が2005年に豊田市に編入後、2007年に岡崎MAから豊田MAに変更の際、市外局番・市内局番とも変更となった。

## 市外局番04について
東京の03及び大阪の06は、番号計画の上2桁を（030と060を除いて）占有している市外局番である。

上2桁04は特定のMAで占有しているわけではない（閉域番号区域ではない）ため、市外局番04は現在千葉県柏市（変更前0471）・鴨川市（同04709→0470）や埼玉県所沢市（同0429→042）など広範囲で使われており、特定の地域をあらわす市外局番ではなくなっている。また、同じ市外局番が04の回線相互であってもMAが異なり、かつ全く隣接していないため、区域内通話料金（いわゆる市内料金）は適用されず、発呼時には市外局番が必要である。
- 柏MA : 04 (7100 - 7116・7118 - 7176・7178 - 7199)
- 鴨川MA : 04 (7000 - 7009・7090 - 7099)
- 所沢MA : 04 (2000 - 2009・2900 - 2909・2920 - 2969・2990 - 2999)

なお、現在でも市外局番が042（東京都国分寺市・立川市・八王子市・神奈川県相模原市・埼玉県新座市の一部・飯能市など）・0470（千葉県館山市・いすみ市など）のままの地域があるので注意が必要である。
- 武蔵野三鷹MA : 042（210 - 214・410 - 416・418 - 499、調布市など）、0422（20 - 99、武蔵野市など）
- 国分寺MA : 042 (200 - 209・300 - 316・318 - 409)
- 立川MA : 042 (500 - 516・518 - 599・800 - 809・840 - 849)
- 八王子MA : 042 (215 - 216・218 - 219・600 - 616・618 - 699)
- 相模原MA : 042 (700 - 716・718 - 730・732 - 780・782 - 799・810 - 816・818 - 819・850 - 869)
- 飯能MA : 042 (910 - 916・918 - 919・970 - 989)
- 館山MA : 0470 (20 - 59)
- 大原MA : 0470 (60 - 89)

天気予報サービス（177）を利用する場合、旧市外局番をダイヤルした後で177をまわす（例・「04」の場合は千葉県の柏地区、鴨川地区と埼玉県の所沢地区で使用しているため、柏地区のであれば「0471」、鴨川地区であれば「0470」、所沢地区は「0429」を先に回してから177としなければかからない）。

## 沖縄県の市外局番変更
沖縄県では、1972年の日本復帰に伴い、沖縄県の市外局番として、すでに宮崎県で使用されていた上3桁「098」のうち、当時未使用だったCのコードである8・9・0が割り当てられることになった（現在では天気予報用番号として1も割り当てられている）。沖縄本島から沖縄県外へ（または沖縄県外から沖縄本島へ）直接市外局番から通話可能になったのは1972年10月からである。1983年には名護市以北の沖縄本島北部が0980に、1990年には那覇市ほか沖縄本島中南部および周辺離島（沖縄県の約8割）が098にそれぞれ統一された。
復帰前の沖縄本島の市外局番
- 04 - 国頭郡国頭村・大宜味村・東村
  - 042 - 国頭村
  - 043 - 東村
  - 044 - 大宜味村

- 05 - 名護市、国頭郡本部町・今帰仁村
  - 052 - 名護市名護（旧名護町）・屋部（旧屋部村）・羽地（旧羽地村）・屋我地島（旧屋我地村）
  - 055 - 名護市久志（旧久志村）
    - （052と055は末尾の2と5が市内局番になった可能性があり）

  - 056 - 今帰仁村
  - 057 - 本部町

- 06 - 石川市、中頭郡与那城村・勝連村（以上現在のうるま市）、国頭郡恩納村・金武村（現在の金武町）・宜野座村
  - 063 - 与那城村・勝連村（いずれも現在のうるま市与那城・勝連）
  - 064 - 石川市（現在のうるま市石川）・恩納村・金武村屋嘉
  - 068 - 金武村（屋嘉を除く）・宜野座村

- 07 - コザ市（現在の沖縄市）、具志川市（現在のうるま市）、中頭郡美里村（現在の沖縄市）・読谷村・嘉手納村（現在の嘉手納町）・北中城村
  - 072 - 具志川市
  - 076 - 嘉手納村・読谷村
  - 077 - コザ市・美里村（いずれも現在の沖縄市）・北中城村
    - （末尾の7は市内局番）

- 08 - 那覇市、浦添市（1971年5月 - ）、島尻郡豊見城村（現在の豊見城市）・南風原村（現在の南風原町）
  - 08-E→（1971年5月 - ）08-DE - Eコードが2～4→32～34、5→55、8→68

- 09 - 宜野湾市、浦添市（ - 1971年5月）、糸満市、中頭郡北谷村（現在の北谷町・西原村（現在の西原町）・中城村、島尻郡東風平村・具志頭村（以上現在の八重瀬町）・玉城村・知念村・大里村・佐敷村（以上現在の南城市）・与那原町
  - 092 - 糸満市
  - 093 - 東風平村・具志頭村
  - 095 - 与那原町・西原村・大里村・佐敷村・知念村・玉城村
  - 097 - 宜野湾市（西部・南部）・浦添市（1971年5月より那覇局08に変更）・北谷村
  - 098 - 宜野湾市（東部）・中城村
    - （097と098の末尾の7と8は市内局番）

1972年5月15日実施（本土復帰に伴う変更）
- 08-DE→0988-DE→現在098-8DE（那覇市・浦添市・豊見城市・南風原町）
- 07-E→09893-E→現在098-93E（沖縄市・北中城村、Eコードは7・8）　北中城村はその後Eコードは一部を除き5のみとなる。沖縄市は5～8以外も使用。
- 09-7→09889-7→09893-6→現在098-936（北谷町）　現在は926なども使用
- 09-7→09889-7→現在098-897（宜野湾市西部と南部・西原町の一部）　現在は898・899・890なども使用
- 09-8→09889-2→現在098-892（宜野湾市東部）　現在は893なども使用
- 09-8→09889-2→09889-5→現在098-895（中城村）
- 042→098042→現在0980-41（国頭村）　現在は50も使用、42はソフトバンクに再割り当て
- 04E→09804E→現在0980-4E（大宜味村・東村、Eコードは3・4）　なお43局は2000年代以降2000番台以外は名護市などでも使われるようになった
- 05E→09805-E→現在0980-5E（名護市、Eコードは2・5）　その後Eコードは3・4が追加、北西部の羽地地域は8となる。
- 057→098057→09804-7→現在0980-47（本部町）　町北部の上本部地域は09804変更後09804-8となり、現在は0980-48。
- 056→098056→現在0980-56（今帰仁村）
- 063→09896-3→09897-8→現在098-978（うるま市旧与那城町・旧勝連町）　津堅島を除く島嶼部は09896-7→09897-7を経て、現在は098-977。
- 064→098964→09896-E→現在098-96E（うるま市旧石川市・恩納村・金武町屋嘉）　Eコードは4のほかに5も追加、その後恩納村は中部が6、北部が7となる。
- 068→098968→現在098-968（金武町（屋嘉を除く）・宜野座村）
- 072→098972→09897-E→現在098-97E（うるま市旧具志川市、Eコードは2）　その後Eコードは3～5・9が追加。うち現在の098-979はうるま市以外でも使用。
- 076→098976→09895-E→現在098-95E（嘉手納町・読谷村、Eコードは6）　その後Eコードは読谷村北部は8となり、それ以外は6のほかに7も追加。
- 092→098992→09899-E→現在098-99E（糸満市、Eコードは2）　その後Eコードは4・5が追加され、市南部では7となる。
- 093→098993→098998→現在098-998（八重瀬町）　現在098-993はNTTコミュニケーションズに再割り当てされ、那覇市など本島中南部でも使用。
- 095→098995→09894-E→現在098-94E（南城市・西原町・与那原町、Eコードは5・7・9）　その後4・6・8が追加。09899-5→098-995は糸満市に再割り当て（現在は糸満市以外でも使用）。

## 変更が中止された地域
ここでは、市外局番の変更が諸事情により中止された地域を表す
- 栃木県黒磯MA（2006年2月19日変更予定だった）
  - 0287-DE→028-7DE（Dコードは6・7、那須塩原市（旧黒磯市）、那須郡那須町）
    - 黒磯MAの電話番号が逼迫したため、2005年1月17日に総務省が変更に関する意見を募集（2007年8月8日時点の国立国会図書館アーカイブ）したところ、那須塩原市から同一市外局番 (0287) の大田原MA（市内局番20 - 59、大田原市（旧湯津上村を除く（当時））、那須塩原市（旧西那須野町、塩原町））との統合要望が出たため、総務省が再検討した結果、黒磯MAの電話番号は逼迫しているが、大田原MAとの統合には那須塩原市以外の全自治体（大田原市及び那須町）の同意が必要となるため、同年3月17日に変更の中止が発表された。なお、2007年4月1日に旧湯津上村地区（市内局番98）は、烏山MAより大田原MAに編入されたが（前述）、黒磯MAとの統合は2020年現在、実施されていない。